# Bé Lutken
Berend Albertus (Bé) Lutken (Odoorn, 19 november 1940 – Teteringen, 15 augustus 2016) was een Nederlands politiefunctionaris.
Lutken werd geboren in het Drentse Odoorn. Na de hbs in Emmen wilde hij gymnastiekleraar worden, maar na een knieblessure en de operatieve verwijdering van zijn meniscus, was de sportacademie geen optie meer. Hij vervolgde zijn opleiding aan het Rijksinstituut tot Opleiding van Hogere Politieambtenaren in Hilversum, tegenwoordig bekend als de Politieacademie. Ondanks zijn blessure en het feit dat hij kort daarvoor was getrouwd, begon Lutken in 1962 aan de driejarige opleiding. Hij voltooide deze opleiding in 1966 en begon zijn loopbaan als officier bij de Rijkspolitie in Breda.
In het district Breda had Lutken te maken met de maatschappelijke veranderingen van de jaren zestig en de daarmee gepaard gaande verschuivende werklast. Hij stond bekend om zijn besluitvaardigheid en innovaties, zoals het centraliseren van taken en het stimuleren van meer verantwoordelijkheid onder de adjudanten. Zijn eerste grote test kwam in 1972 met de coördinatie van de afhandeling van de eerste grote Nederlandse kettingbotsing bij Prinsenbeek, waarbij dertien doden en zesentwintig gewonden vielen.
In 1977 werd Lutken overgeplaatst naar de Algemene Inspectie van het korps Rijkspolitie, waar hij een onderzoek initieerde naar de structuur en formatie van het staforgaan van een district. Dit leidde tot verdere hervormingen binnen de politieorganisatie. In 1982 keerde hij terug naar Breda als commandant van het district. Hier ontwikkelde hij een programma om groepscommandanten en stafleden te leren onderlinge 'rekenschapsrelaties' te onderhouden. Lutken speelde een rol tijdens de protesten tegen de geplande plaatsing van kruisraketten op de Vliegbasis Woensdrecht.
Bij de invoering van de regiopolitie in Nederland in 1993, werd het land ingedeeld in 25 politieregio's. Lutken was vanaf 1990 betrokken bij de vorming van de politieregio Midden- en West-Brabant als beoogd korpschef. Na zijn benoeming tot korpschef werkte hij nauw samen met de Tilburgse burgemeester Gerrit Brokx, de korpsbeheerder van de regio. In 1997 werd Lutken gevraagd om korpschef van de regio Rotterdam-Rijnmond te worden, na conflicten tussen zijn voorganger en de Rotterdamse burgemeester Bram Peper.
In juli 2003 werd Lutken benoemd tot lid van de toen ingestelde Commissie van Toezicht betreffende de Inlichtingen- en Veiligheidsdiensten (CTIVD). Dit lidmaatschap eindigde op eigen verzoek op 30 juni 2009. Lutken overleed in 2016 op 75-jarige leeftijd.